# Saint-Nicolas-lès-Cîteaux
Saint-Nicolas-lès-Cîteaux é uma comuna francesa na região administrativa da Borgonha-Franco-Condado, no departamento de Côte-d'Or. Estende-se por uma área de 28,57 km². Em 2010 a comuna tinha 425 habitantes (densidade: 14,9 hab./km²).